# تنبو شرقي
تنبو شرقي هي قرية صغيرة في بلدة كوشكنار في مقاطعة بارسيان في محافظة هرمزغان في جنوب إيران. تقع على بعد نحو 5 كم عن قرية اكابر. يبلغ عدد سكانها 100 نسمة في 25 عائلة وفيها مسجد وبئر ماء ومدرسة ابتدائية ومركز صحي. يعمل أهل القرية بالزراعة وتربية المواشي، وصيد الأسماك.